# Cardamine gouldii
Cardamine gouldii (лат.) — многолетнее травянистое растение, вид рода Сердечник (Cardamine) семейства Капустные (Brassicaceae). Эндемик Бутана. Вид известен по единственному экземпляру из гербария Королевских ботанических садов Кью в Лондоне, собранного в 1938 году в районе Бумтанг. Вид назван в честь коллектора (сборщика) этого экземпляра Б. Дж. Гоулда.

## Ботаническое описание
Cardamine gouldii — многолетнее травянистое растение. Средние листья имеют 5 листовых пластинок, верхние — 3. Черешок длиной 1-3 см слегка крылатый без ушек в основании. Листочки от продолговатых до ланцетных, длиной до 5 см. Цветки белые с продолговатыми лепестками длиной до 15 мм.